# Castets

Castets este o comună în departamentul Landes din sud-vestul Franței. În 2009 avea o populație de 1.945 de locuitori.

## Evoluția populației
| An        | 1975  | 1982  | 1990  | 1999  | 2006  | 2009  |
| --------- | ----- | ----- | ----- | ----- | ----- | ----- |
| Populație | 1.517 | 1.453 | 1.719 | 1.808 | 1.885 | 1.945 |